# Podblanicko
Podblanicko je název oblasti v okolí Velkého a Malého Blaníku. Původní význam slova Blaník vychází z pojmu „vlhký“, tj. blanie-blanný-blaník. Tento pojem odpovídá oblasti, která byla v minulosti na mnoha místech pokryta mokřady, než došlo k jejímu zkulturnění člověkem.
Jinak regionální pojem Podblanicka se vžil do obecného povědomí novodobé české kulturní a politické veřejnosti koncem šedesátých let 19. století, kdy se na vrcholu hory Blaník scházely tábory lidu. Také byl odsud vyzdvižen kámen do základů Národního divadla. Jednotícímu faktoru Podblanicka se přibližují hranice benešovského okresu.
Reliéf krajiny se v minulosti působením erozně-denudačních sil stal členitým a tvarově velmi bohatým, což způsobuje, že přírodní ráz krajiny není jednotný. Velký a Malý Blaník jsou situovány v jihovýchodní části okresu Benešov, asi 10 km jižně od Vlašimi. Kolem hory leží chráněná krajinná oblast Blaník  vyhlášená roku 1981. První návrh na ochranu krajiny kolem Velkého Blaníku „velkou lesní rezervací Blanickou“ ale publikoval již v roce 1920 vládní rada Luboš Jeřábek. Za pomyslnou páteř oblasti je často považována řeka Blanice.